# Isa Östling
Isa Östling, född 21 september 2003 i Västerås, är en svensk influerare.

## Biografi
Isa Östling är född och uppvuxen i Västerås, men bor numera i Stockholm. Hon är en transkvinna.

## Karriär
Östlings karriär tog fart när hon la ut en TikTok-video i december 2020. Videon hette "Mitt liv är förstört" och var en så kallad "lipsyncvideo", inspelad i slowmotion. Hon har efter detta fortsatt med att lägga ut innehåll på plattformen, som bland annat inkluderar skönhet, GRWM (get ready with me), mukbangs, och en del vloggar. Östlings tiktokkonto uppnådde i augusti 2024 600 000 följare, och räknades i december 2023 som det tjugoåttonde största kontot i Sverige.
I början av hösten 2023 deltog Östling i säsong 2 av den svenska Prime Video-serien Good Luck Guys med Kodjo Akolor som programledare. Hon deltog där i det så kallade "Lag rosa" tillsammans med Paradise Hotel-deltagaren Tilda Törnqvist.
I november 2023 deltog Östling i Influens Awards. Hon var nominerad i kategorin Årets Branschförebild under den galan.
Tillsammans med smink- och hudvårdsföretaget Lumene lanserade Östling och Tilda Törnqvist produkter tillsammans, och har sen dess varit trogna till märket.
Våren 2025 var Östling en av deltagarna i årets Let's Dance ihop med danspartner Tobias Bader. De åkte ut i kvalet.

## TV-medverkan
- 2023 – Good luck guys Sverige
- 2025 – Let's Dance (säsong 19)
- 2025 – Förrädarna (säsong 3)